# Iphione muricata
Iphione muricata är en ringmaskart som först beskrevs av Savigny in Lamarck 1818.  Iphione muricata ingår i släktet Iphione och familjen Polynoidae. Inga underarter finns listade i Catalogue of Life.